# 韋斯特黑文冰原島峰
79°51′S 154°14′E / 79.850°S 154.233°E
韋斯特黑文冰原島峰（英語：Westhaven Nunatak）是南極洲的冰原島峰，位於奧次地，處於特恩斯泰爾嶺以南6公里，屬於不列顛嶺的一部分，海拔高度2,240米，現時由南極條約體系管理。